# NHL:s expansionsdraft 2017
NHL:s expansionsdraft 2017 var en expansionsdraft för den nordamerikanska ishockeyligan National Hockey League (NHL) när ligan expanderade från 30 medlemsorganisationer till 31 inför säsongen 2017–2018. Den som anslöts sig var Vegas Golden Knights och spelar i Pacific Division. Draften verkställdes den 21 juni 2017 i T-Mobile Arena i Paradise, Nevada i USA i och med NHL hade sin årliga prisutdelning.

## Skyddade spelare
Alla existerande medlemsorganisationer var tvungna att skydda en målvakt och antingen tre backar och sju forwards eller åtta utespelare (fritt antal backar och forwards) från att bli draftade av Golden Knights. Spelare med klausulen No Movement Clause (kan ej bli bortskickad till någon annan medlemsorganisation utan spelarens godkännande, bli nerflyttad till AHL och bli placerad på "Waivers".) i sina spelarkontrakt var per automatik placerad på listan över skyddade spelare. Spelarna hade dock rätt att upphäva sin NMC om de så önskade. Spelare som är långtidsskadade (till exempel Dave Bolland, David Clarkson, Johan Franzén och Nathan Horton) alternativt har spelat i NHL mindre än tre säsonger (till exempel Connor McDavid, Artemij Panarin, Jack Eichel, Auston Matthews, Patrik Laine, Mitch Marner och Zach Werenski) var automatisk skyddade och behövdes inte läggas på listan över skyddade spelare. Deadlinen för medlemsorganisationerna att lämna in listorna var den 17 juni klockan 23:00 svensk tid och de blev offentliga den 18 juni klockan 16:30 svensk tid.

### Eastern Conference
Spelare i kursiv stil innehar NMC i sina spelarkontrakt.
| Positioner | Boston Bruins        | Buffalo Sabres        | Detroit Red Wings      | Florida Panthers          | Montreal Canadiens     | Ottawa Senators         | Tampa Bay Lightning       | Toronto Maple Leafs |
| ---------- | -------------------- | --------------------- | ---------------------- | ------------------------- | ---------------------- | ----------------------- | ------------------------- | ------------------- |
| Målvakt    | Tuukka Rask          | Robin Lehner          | Jimmy Howard           | James Reimer              | Carey Price            | Craig Anderson          | Andrej Vasilevskij        | Frederik Andersen   |
| Backar     | Zdeno Chára          | Nathan Beaulieu       | Danny DeKeyser         | Aaron Ekblad              | Jordie Benn            | Cody Ceci               | Braydon Coburn            | Connor Carrick      |
| Backar     | Torey Krug           | Jake McCabe           | Mike Green             | Alex Petrovic             | Jeff Petry             | Erik Karlsson           | Victor Hedman             | Jake Gardiner       |
| Backar     | Kevan Miller         | Rasmus Ristolainen    | Nick Jensen            | Mark Pysyk                | Shea Weber             | Dion Phaneuf            | Anton Strålman            | Morgan Rielly       |
| Backar     |                      |                       | Keith Yandle           |                           |                        |                         |                           |                     |
| Forwards   | David Backes (C)     | Tyler Ennis (VF)      | Justin Abdelkader (VF) | Aleksandr Barkov, Jr. (C) | Paul Byron (VF)        | Derick Brassard (C)     | Ryan Callahan (HF)        | Tyler Bozak (C)     |
| Forwards   | Patrice Bergeron (C) | Marcus Foligno (VF)   | Andreas Athanasiou (C) | Nick Bjugstad (C)         | Phillip Danault (C)    | Ryan Dzingel (C)        | Tyler Johnson (C)         | Connor Brown (HF)   |
| Forwards   | David Krejčí (C)     | Zemgus Girgensons (C) | Anthony Mantha (HF)    | Jonathan Huberdeau (VF)   | Jonathan Drouin (VF)   | Mike Hoffman (VF)       | Alexander Killorn (C)     | Nazem Kadri (C)     |
| Forwards   | Brad Marchand (VF)   | Evander Kane (VF)     | Frans Nielsen (C)      | Vincent Trocheck (C)      | Alex Galchenyuk (C)    | Jean-Gabriel Pageau (C) | Nikita Kutjerov (HF)      | Leo Komarov (C)     |
| Forwards   | Riley Nash (C)       | Johan Larsson (VF)    | Gustav Nyquist (HF)    |                           | Brendan Gallagher (HF) | Zack Smith (C)          | Vladislav Namestnikov (C) | Josh Leivo (VF)     |
| Forwards   | David Pastrňák (HF)  | Ryan O'Reilly (C)     | Tomáš Tatar (VF)       | Max Pacioretty (VF)       | Mark Stone (HF)        | Ondřej Palát (VF)       | Matt Martin (VF)          |                     |
| Forwards   | Ryan Spooner (C)     | Kyle Okposo (HF)      | Henrik Zetterberg (C)  | Andrew Shaw (C)           | Kyle Turris (C)        | Steven Stamkos (C)      | James van Riemsdyk (VF)   |                     |

| Positioner | Carolina Hurricanes   | Columbus Blue Jackets  | New Jersey Devils    | New York Islanders  | New York Rangers        | Philadelphia Flyers   | Pittsburgh Penguins    | Washington Capitals   |
| ---------- | --------------------- | ---------------------- | -------------------- | ------------------- | ----------------------- | --------------------- | ---------------------- | --------------------- |
| Målvakt    | Scott Darling         | Sergej Bobrovskij      | Cory Schneider       | Thomas Greiss       | Henrik Lundqvist        | Anthony Stolarz       | Matt Murray            | Braden Holtby         |
| Backar     | Trevor Carrick        | Seth Jones             | Andy Greene          | Johnny Boychuk      | Nick Holden             | Shayne Gostisbehere   | Brian Dumoulin         | John Carlson          |
| Backar     | Justin Faulk          | Ryan Murray            | John Moore           | Travis Hamonic      | Ryan McDonagh           | Radko Gudas           | Kris Letang            | Matt Niskanen         |
| Backar     | Ryan Murphy           | David Savard           | Mirco Müller         | Nick Leddy          | Marc Staal              | Brandon Manning       | Olli Määttä            | Dmitrij Orlov         |
| Backar     |                       |                        | Damon Severson       | Adam Pelech         |                         |                       | Justin Schultz         |                       |
| Backar     | Ryan Pulock           |                        |                      |                     |                         |                       |                        |                       |
| Forwards   | Phil Di Giuseppe (VF) | Cam Atkinson (HF)      | Taylor Hall (VF)     | Andrew Ladd (VF)    | Kevin Hayes (C)         | Sean Couturier (C)    | Sidney Crosby (C)      | Nicklas Bäckström (C) |
| Forwards   | Elias Lindholm (C)    | Brandon Dubinsky (C)   | Adam Henrique (C)    | Anders Lee (VF)     | Chris Kreider (VF)      | Valtteri Filppula (C) | Patric Hörnqvist (HF)  | André Burakovsky (VF) |
| Forwards   | Brock McGinn (VF)     | Nick Foligno (VF)      | Kyle Palmieri (HF)   | John Tavares (C)    | J.T. Miller (HF)        | Claude Giroux (C)     | Phil Kessel (HF)       | Lars Eller (VF)       |
| Forwards   | Victor Rask (C)       | Scott Hartnell (VF)    | Travis Zajac (C)     |                     | Rick Nash (VF)          | Scott Laughton (C)    | Jevgenij Malkin (C)    | Marcus Johansson (C)  |
| Forwards   | Jeff Skinner (VF)     | Boone Jenner (C)       |                      | Derek Stepan (C)    | Brayden Schenn (VF)     |                       | Jevgenij Kuznetsov (C) |                       |
| Forwards   | Jordan Staal (C)      | Brandon Saad (VF)      | Mika Zibanejad (C)   | Wayne Simmonds (HF) | Aleksandr Ovetjkin (VF) |                       |                        |                       |
| Forwards   | Teuvo Teräväinen (C)  | Alexander Wennberg (C) | Mats Zuccarello (HF) | Jakub Voráček (HF)  | Tom Wilson (HF)         |                       |                        |                       |

#### Notiser
- Målvakten Marc-André Fleury gick med på att häva sin NMC för expansionsdraften efter begäran av Pittsburgh Penguins, hade han inte gjort det då hade Penguins inte kunnat skydda Matt Murray från att bli vald av Golden Knights.[7]
- New York Rangers valde att köpa ut backen Dan Girardi från sitt kontrakt för att öppna upp en backplats i sin lista över skyddade spelare. Han hade en NMC i sitt kontrakt som automatiskt la till honom på listan.[8]

### Western Conference
Spelare i kursiv stil innehar NMC i sina spelarkontrakt.
| Positioner | Chicago Blackhawks  | Colorado Avalanche     | Dallas Stars            | Minnesota Wild         | Nashville Predators     | St. Louis Blues      | Winnipeg Jets          |
| ---------- | ------------------- | ---------------------- | ----------------------- | ---------------------- | ----------------------- | -------------------- | ---------------------- |
| Målvakt    | Corey Crawford      | Semjon Varlamov        | Ben Bishop              | Devan Dubnyk           | Pekka Rinne             | Jake Allen           | Connor Hellebuyck      |
| Backar     | Niklas Hjalmarsson  | Tyson Barrie           | Stephen Johns           | Jonas Brodin           | Mattias Ekholm          | Jay Bouwmeester      | Dustin Byfuglien       |
| Backar     | Duncan Keith        | Erik Johnson           | John Klingberg          | Jared Spurgeon         | Ryan Ellis              | Joel Edmundson       | Tyler Myers            |
| Backar     | Brent Seabrook      | Nikita Zadorov         | Esa Lindell             | Ryan Suter             | Roman Josi              | Alex Pietrangelo     | Jacob Trouba           |
| Backar     |                     |                        |                         | P.K. Subban            |                         |                      |                        |
| Forwards   | Artjom Anisimov (C) | Sven Andrighetto (C)   | Jamie Benn (VF)         | Charlie Coyle (C)      | Viktor Arvidsson (VF)   | Patrik Berglund (C)  | Joel Armia (HF)        |
| Forwards   | Ryan Hartman (HF)   | Blake Comeau (VF)      | Radek Faksa (C)         | Mikael Granlund (C)    | Filip Forsberg (VF)     | Ryan Reaves (HF)     | Andrew Copp (C)        |
| Forwards   | Marián Hossa (HF)   | Matt Duchene (C)       | Valerij Nitjusjkin (HF) | Mikko Koivu (C)        | Calle Järnkrok (C)      | Jaden Schwartz (VF)  | Bryan Little (C)       |
| Forwards   | Tomáš Jurčo (HF)    | Rocco Grimaldi (C)     | Brett Ritchie (HF)      | Nino Niederreiter (HF) | Ryan Johansen (C)       | Vladimír Sobotka (C) | Adam Lowry (C)         |
| Forwards   | Richard Pánik (VF)  | Gabriel Landeskog (VF) | Antoine Roussel (VF)    | Zach Parise (VF)       |                         | Paul Stastny (C)     | Mathieu Perreault (VF) |
| Forwards   | Patrick Kane (HF)   | Nathan MacKinnon (C)   | Tyler Seguin (C)        | Jason Pominville (HF)  | Alexander Steen (VF)    | Mark Scheifele (C)   |                        |
| Forwards   | Jonathan Toews (C)  | Matt Nieto (VF)        | Jason Spezza (C)        | Jason Zucker (VF)      | Vladimir Tarasenko (HF) | Blake Wheeler (HF)   |                        |

| Positioner |                        |                       |                         |                    |                     |                     |                     |
| Positioner | Anaheim Ducks          | Arizona Coyotes       | Calgary Flames          | Edmonton Oilers    | Los Angeles Kings   | San Jose Sharks     | Vancouver Canucks   |
| ---------- | ---------------------- | --------------------- | ----------------------- | ------------------ | ------------------- | ------------------- | ------------------- |
| Målvakt    | John Gibson            | Chad Johnson          | Mike Smith              | Cam Talbot         | Jonathan Quick      | Martin Jones        | Jacob Markström     |
| Backar     | Kevin Bieksa           | Oliver Ekman Larsson  | T.J. Brodie             | Oscar Klefbom      | Drew Doughty        | Justin Braun        | Alexander Edler     |
| Backar     | Cam Fowler             | Alex Goligoski        | Dougie Hamilton         | Adam Larsson       | Derek Forbort       | Brent Burns         | Erik Gudbranson     |
| Backar     | Hampus Lindholm        | Connor Murphy         | Mark Giordano           | Andrej Sekera      | Alec Martinez       | Marc-Édouard Vlasic | Christopher Tanev   |
| Backar     |                        | Luke Schenn           |                         |                    | Jake Muzzin         |                     |                     |
| Forwards   | Andrew Cogliano (VF)   | Nick Cousins (C)      | Mikael Backlund (C)     | Leon Draisaitl (C) | Jeff Carter (C)     | Ryan Carpenter (C)  | Sven Bärtschi (VF)  |
| Forwards   | Ryan Getzlaf (C)       | Anthony Duclair (VF)  | Sam Bennett (C)         | Jordan Eberle (HF) | Anže Kopitar (C)    | Logan Couture (C)   | Loui Eriksson (HF)  |
| Forwards   | Ryan Kesler (C)        | Jordan Martinook (VF) | Micheal Ferland (VF)    | Zack Kassian (HF)  | Tanner Pearson (VF) | Jannik Hansen (HF)  | Markus Granlund (C) |
| Forwards   | Corey Perry (HF)       | Tobias Rieder (HF)    | Michael Frolík (HF)     | Mark Letestu (C)   | Tyler Toffoli (HF)  | Tomáš Hertl (C)     | Bo Horvat (C)       |
| Forwards   | Rikard Rakell (HF)     |                       | Johnny Gaudreau (VF)    | Milan Lucic (VF)   |                     | Melker Karlsson (C) | Daniel Sedin (VF)   |
| Forwards   | Jakob Silfverberg (HF) | Curtis Lazar (C)      | Patrick Maroon (VF)     | Joe Pavelski (C)   | Henrik Sedin (C)    |                     |                     |
| Forwards   | Antoine Vermette (C)   | Sean Monahan (C)      | Ryan Nugent-Hopkins (C) | Chris Tierney (C)  | Brandon Sutter (C)  |                     |                     |

#### Notiser
- Colorado Avalanche valde att köpa ut backen François Beauchemin från sitt kontrakt för att öppna upp en backplats i sin lista över skyddade spelare. Han hade en NMC i sitt kontrakt som automatiskt la till honom på listan.[10]
- Backen Tobias Enström gick med på att häva sin NMC för expansionsdraften efter begäran av Winnipeg Jets med syftet att Jets gavs möjlighet att skydda Tyler Myers och Jacob Trouba utöver Dustin Byfuglien samt att få tillgång till sju forwardsplatser på listan. Hade han inte gjort det då hade de kunnat bara skydda fyra forwards om de ville skydda de två förstnämnda backarna.[11]

## Valda spelare
Golden Knights valde en spelare från vardera existerande medlemsorganisation och totalt minst tre målvakter, nio backar och 14 forwards. Listan över valda spelare lämnades in den 21 juni klockan 16:00 svensk tid. De valda spelarna offentliggjordes senare under kvällen i och med NHL:s årliga prisutdelning.

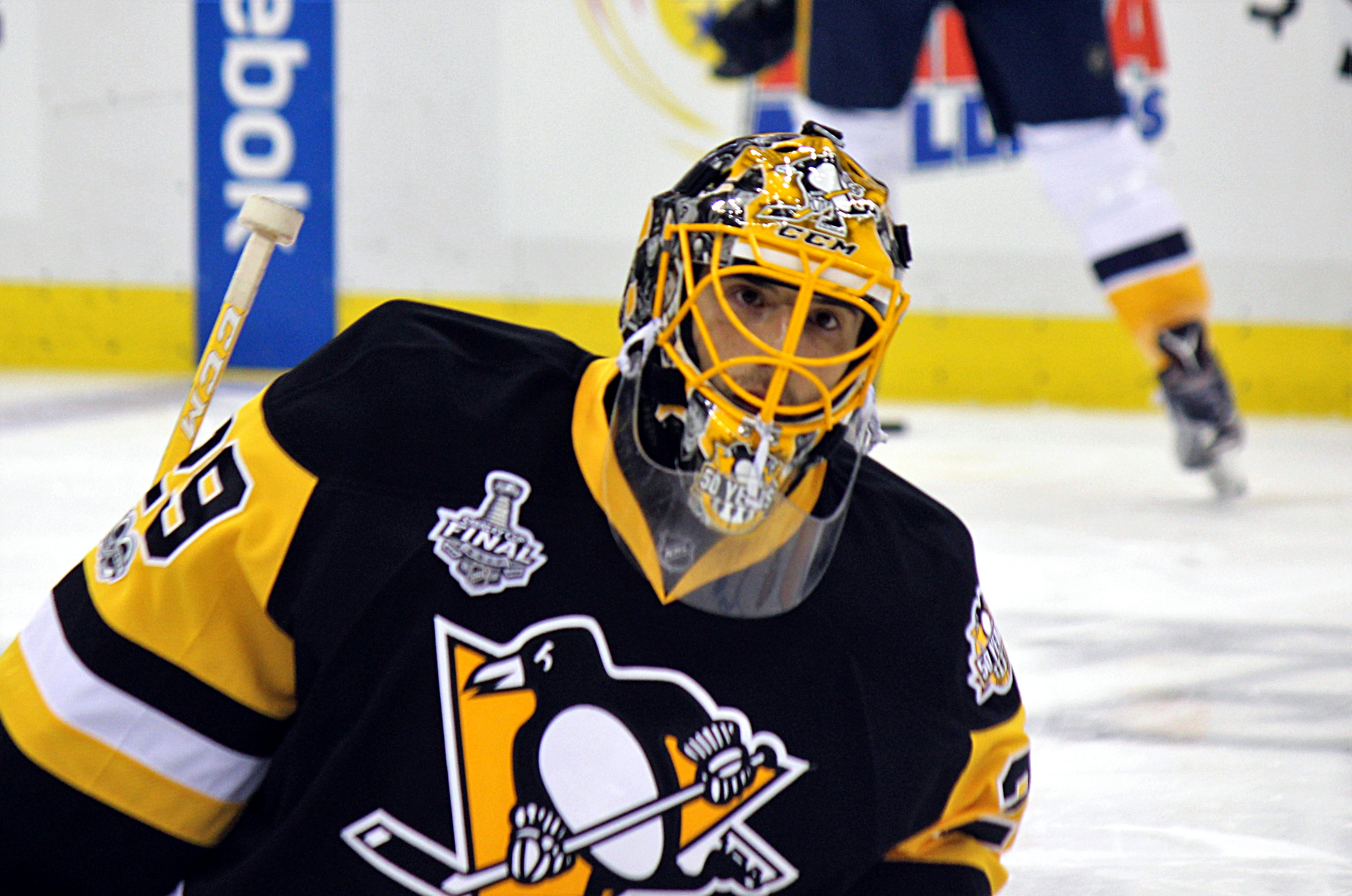
Marc-André Fleury.

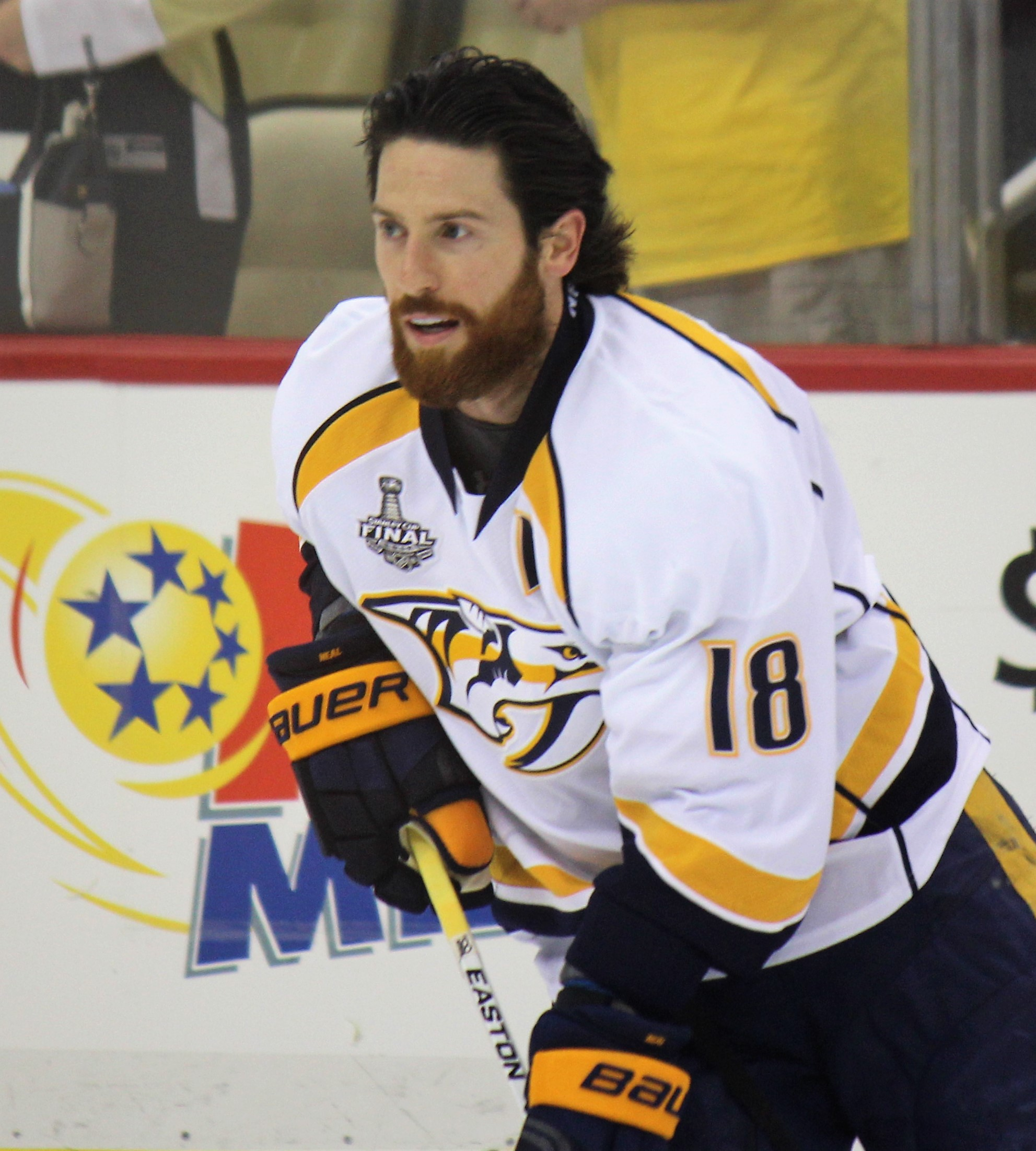
James Neal.

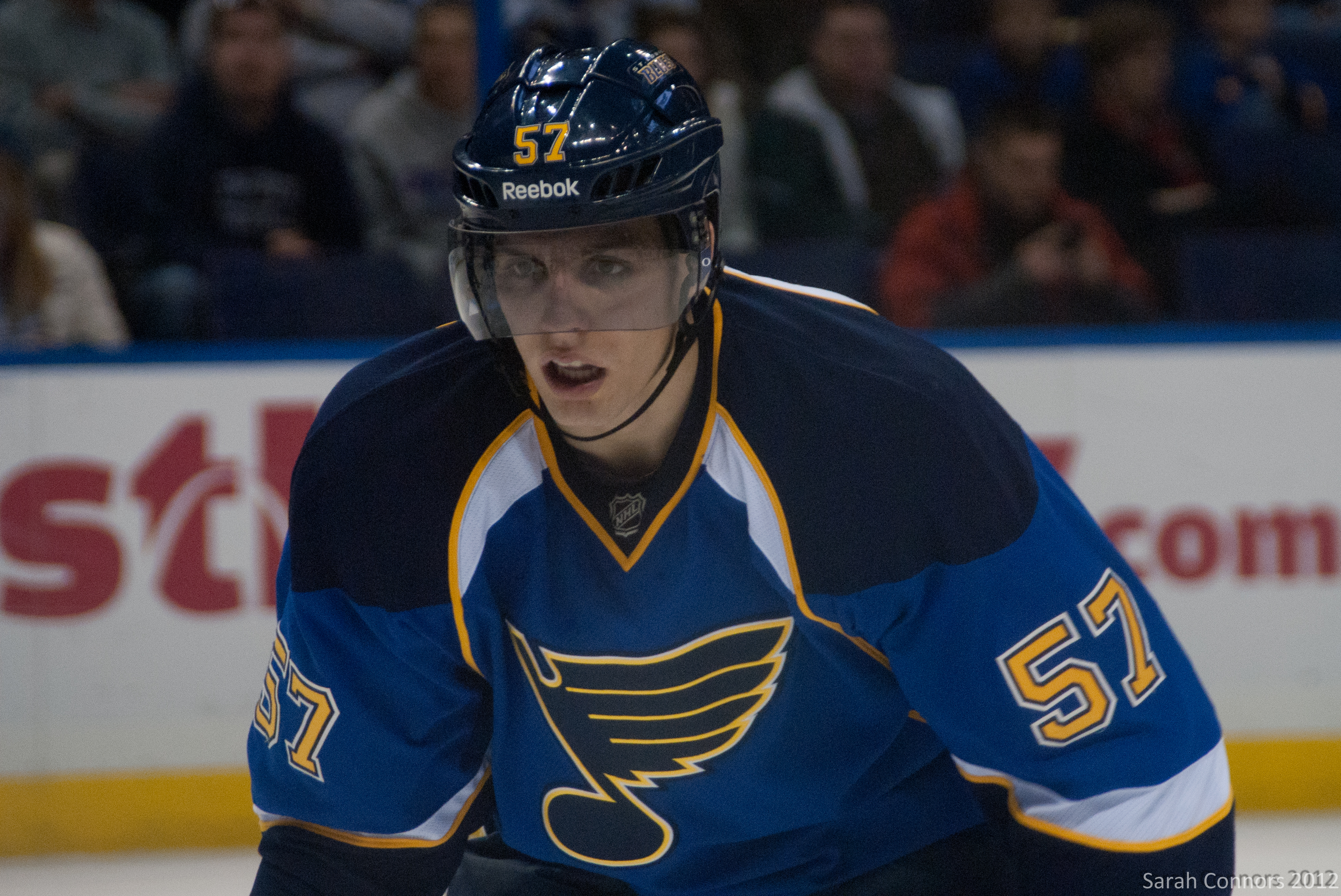
David Perron.

| Runda | Spelare                  | Position       | Medlemsorganisation   |
| ----- | ------------------------ | -------------- | --------------------- |
| 1.    | Calvin Pickard           | Målvakt        | Colorado Avalanche    |
| 2.    | Luca Sbisa               | Back           | Vancouver Canucks     |
| 3.    | Teemu Pulkkinen          | Högerforward   | Arizona Coyotes       |
| 4.    | Jon Merrill              | Back           | New Jersey Devils     |
| 5.    | William Carrier          | Vänsterforward | Buffalo Sabres        |
| 6.    | Tomáš Nosek              | Vänsterforward | Detroit Red Wings     |
| 7.    | Cody Eakin               | Center         | Dallas Stars          |
| 8.    | Jonathan Marchessault    | Högerforward   | Florida Panthers      |
| 9.    | Brayden McNabb           | Back           | Los Angeles Kings     |
| 10.   | Connor Brickley          | Center         | Carolina Hurricanes   |
| 11.   | Chris Thorburn           | Högerforward   | Winnipeg Jets         |
| 12.   | Pierre-Édouard Bellemare | Center         | Philadelphia Flyers   |
| 13.   | Jason Garrison           | Back           | Tampa Bay Lightning   |
| 14.   | Jean-François Bérubé     | Målvakt        | New York Islanders    |
| 15.   | James Neal               | Högerforward   | Nashville Predators   |
| 16.   | Deryk Engelland          | Back           | Calgary Flames        |
| 17.   | Brendan Leipsic          | Vänsterforward | Toronto Maple Leafs   |
| 18.   | Colin Miller             | Back           | Boston Bruins         |
| 19.   | Marc Methot              | Back           | Ottawa Senators       |
| 20.   | David Schlemko           | Back           | San Jose Sharks       |
| 21.   | David Perron             | Vänsterforward | St. Louis Blues       |
| 22.   | Oscar Lindberg           | Center         | New York Rangers      |
| 23.   | Griffin Reinhart         | Back           | Edmonton Oilers       |
| 24.   | Aleksej Jemelin          | Back           | Montreal Canadiens    |
| 25.   | Clayton Stoner           | Back           | Anaheim Ducks         |
| 26.   | Erik Haula               | Center         | Minnesota Wild        |
| 27.   | William Karlsson         | Center         | Columbus Blue Jackets |
| 28.   | Trevor van Riemsdyk      | Back           | Chicago Blackhawks    |
| 29.   | Marc-André Fleury        | Målvakt        | Pittsburgh Penguins   |
| 30.   | Nate Schmidt             | Back           | Washington Capitals   |